# Klezmer

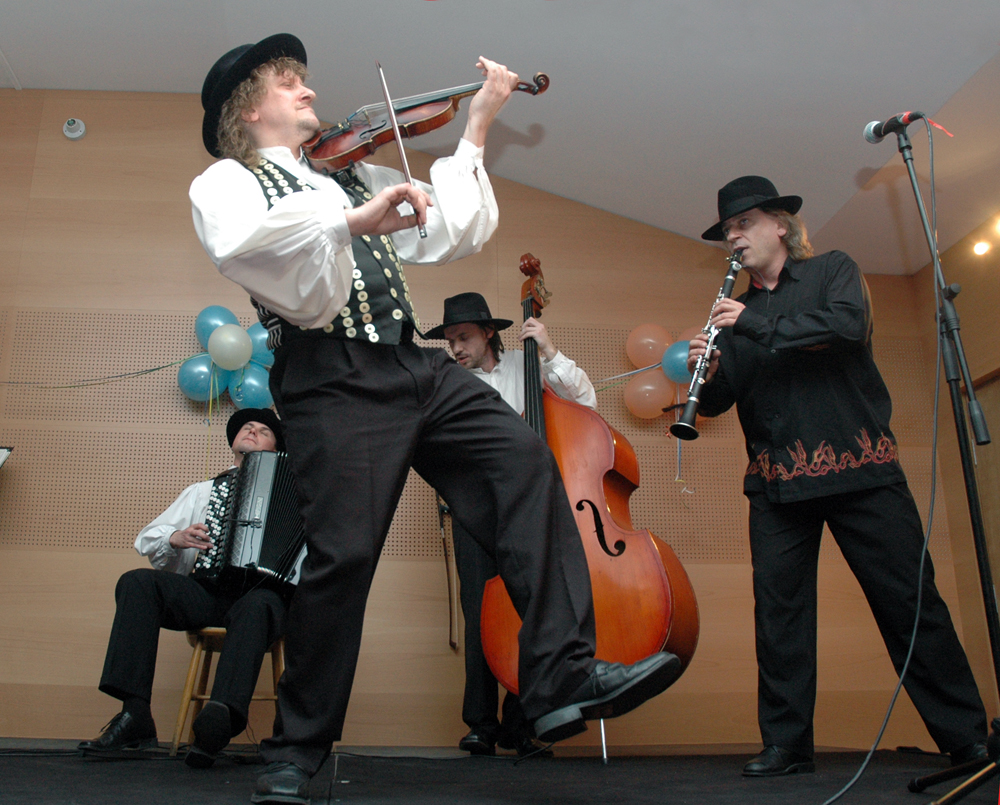
Lubliner Klezmorim w Teatrze Żydowskim w Warszawie w czasie balu z okazji święta Purim

Klezmer (hebr. ‏כלי‎ „narzędzie, instrument”; ‏זמר‎ „piosenkarz”) – tradycyjny muzykant żydowski weselno-karczmiany lub grający na innych przyjęciach (np. na bar micwie). W polszczyźnie słowo to nabrało bardziej negatywnych konotacji: kiepski muzyk grający bez miłości do muzyki, a tylko dla pieniędzy, tzw. grający „do kotleta”. W swoim pierwotnym znaczeniu termin „klezmer” oznaczał muzyka o specyficznych, niemniej wysokich umiejętnościach.

## Opis
Europejscy klezmerzy pochodzili z ubogich kręgów ludności żydowskiej, zajmowali niską pozycję społeczną, którą podkreślał żargon, jakim się posługiwali (klezmer-loszn). Żargon ten był podobny do używanego przez złodziei (ganowim-loszn).
Tradycja muzykowania przekazywana była z pokolenia na pokolenie. Ojciec uczył syna, ten przekazywał umiejętności swojemu synowi - w ten sposób powstawały dynastie klezmerskie. Ostatnim przedwojennym klezmerem żyjącym w Polsce był Leopold Kozłowski-Kleinman, przedstawiciel dynastii Brandweinów.